# Gabinet Jamesa Polka
Gabinet Jamesa Polka – został powołany i zaprzysiężony w 1845.

## Skład
| Departament/Funkcja                       | Zdjęcie | Imię i nazwisko  | Kadencja  |
| ----------------------------------------- | ------- | ---------------- | --------- |
| Prezydent                                 |         | James Polk       | 1845-1849 |
| Wiceprezydent                             |         | George Dallas    | 1845-1849 |
| Sekretarz stanu                           |         | James Buchanan   | 1845-1849 |
| Sekretarz skarbu                          |         | Robert J. Walker | 1845-1849 |
| Sekretarz wojny                           |         | William L. Marcy | 1845-1849 |
| Prokurator generalny Stanów Zjednoczonych |         | John Y. Mason    | 1845–1846 |
| Prokurator generalny Stanów Zjednoczonych |         | Nathan Clifford  | 1846–1848 |
| Prokurator generalny Stanów Zjednoczonych |         | Isaac Toucey     | 1848–1849 |
| Poczmistrz generalny Stanów Zjednoczonych |         | Cave Johnson     | 1845-1849 |
| Sekretarz marynarki wojennej              |         | George Bancroft  | 1845–1846 |
| Sekretarz marynarki wojennej              |         | John Y. Mason    | 1846–1849 |